# Too much, too little, too late
Too much, too little, too late is een single van Johnny Mathis & Deniece Williams. Het is afkomstig van zijn album You light up my life. Vreemd genoeg komt de single niet voor op hun gezamenlijke album That’s what friends are for. Het lied is geschreven door Nat Kipner en John Vallins. Het wordt gezien als de comeback-single van Mathis die sinds 1957 geen grote hit meer had. Na deze single verschenen nog meer duetten van Mathis met andere zangeressen zoals Jane Olivor, Dionne Warwick, Natalie Cole, Gladys Knight en Nana Mouskouri.
De titel van de single werd later gebruikt voor een verzamelalbum van Sony BMG, waarop ook dit nummer was opgenomen. Er is een aantal covers van dit nummer bekend. Silver Sun zong het voor de tweede maal de Britse hitparade in, Williams nam het nog een keer op met Tom Jones en een verzameling artiesten onder de naam Top of the Pops nam het ook op.

## Hitnotering
Too much haalde de eerste plaats in de Billboard Hot 100 en uiteraard ook in de gerelateerde lijsten voor Rhythm and blues/soul. In het Verenigd Koninkrijk haalde het een derde plaats in veertien weken.

### Nederlandse Top 40
Voor het deze lijst haalde, was het eerste alarmschijf.
| Positie: | 20 | 13 | 9 | 7 | 4 | 3 | 3 | 3 | 6 | 8 | 13 | 20 | 29 | 35 | uit |

### NederlandseMega Top 50
| Positie: | 48 | 19 | 10 | 3 | 3 | 5 | 4 | 5 | 5 | 6 | 9 | 13 | 18 | 28 | 30 | 43 | uit |

### BelgischeBRT Top 30
| Positie: | 11 | 4 | 3 | 3 | 4 | 4 | 9 | 7 | 9 | 23 | uit |

### VlaamseUltratop 30
| Positie: | 27 | 15 | 8 | 3 | 4 | 4 | 5 | 9 | 9 | 11 | 18 | uit |

### NPO Radio 2 Top 2000
Too Much, Too Little, Too Late stond alleen in 1999 in de NPO Radio 2 Top 2000, op plek 1843.